# Kerim Mrabti
Abdallah Kerim Mrabti, född 20 maj 1994, är en svensk fotbollsspelare som spelar för KV Mechelen.

## Klubbkarriär
Mrabtis moderklubb är Enköpings SK. Han spelade för klubbens seniorlag mellan 2011 och 2012. I januari 2013 skrev han på ett tvåårskontrakt med IK Sirius. I december samma år förlängde han sitt kontrakt med klubben över säsongen 2015. Han var med i Morgondagens Stjärnor 2013, en årlig match mellan de största talangerna i Division 1 Norra och Division 1 Södra.
I februari 2015 värvades Mrabti av Djurgårdens IF, som han skrev på ett fyraårskontrakt för. Vid Fotbollsgalan i slutet av 2015 utsågs Mrabti till årets nykomling i Allsvenskan.
Den 18 januari 2019 värvades Mrabti av engelska Birmingham City, där han skrev på ett 1,5-årskontrakt. I augusti 2020 värvades Mrabti av belgiska KV Mechelen, där han skrev på ett treårskontrakt. I juni 2023 förlängde Mrabti sitt kontrakt med tre år.

## Landslagskarriär
Den 6 januari 2016 i en A-landskamp mot Estland på Sveriges "vinterturné" drabbades Mrabti av en korsbandsskada som innebar en längre tids frånvaro från tävlingsmatcher.